# Škrbina, Komen
Škrbina je naselje v Občini Komen. Nahaja se v severnem delu Komenskega Krasa, severno od naselja Komen, ob lokalni cesti Komen-Lipa oz. Kostanjevica na Krasu. Nad vasjo poteka greben Črnih hribov, ki so konec 20. stoletja utrpeli obširen požar, sicer pa razmejujejo Vipavsko dolino in Goriško od Krasa. Nedaleč je tudi najvišji hrib tega grebena, Trstelj (643 mnm), ki je hkrati najvišji hrib na slovenskem Krasu. 
Prva omemba vasi sega v 13. stoletje, ko je bila uvrščena na seznam posesti Goriških grofov. V vasi so tipične kraške kamnite enonadstropne domačije, grajene iz apnenca in krite s korci. Najstarejše datirajo v 18. in 19. stoletje. Na severnem koncu vasi stoji župnijska cerkev sv. Antona Puščavnika, ki je bila zgrajena v 16. stoletju, nato pa večkrat obnovljena in prezidana, nazadnje v letih 1862 in 1863 v neoromanskem slogu. Cerkev ima zvonik oglejskega tipa. Na območju vasi je tudi železnodobno arheološko najdišče Mihajli,  prazgodovinsko arheološko območje Mali Voučnjak, prazgodovinski gradišči pa sta tudi v sosednjih vaseh Šibelji in Rubije.
V Škrbini sta bila rojena Franc Bunc, učitelj in narodni buditelj (1831–1902), ter krasoslovec in učitelj Anton Fakin (1885–1963).